# Afbeeldingen van Zeldzaame Gewassen
Afbeeldingen van Zeldzaame Gewassen (abreviado Afb. Zeldz. Gew. o Meerb. Afbeel. Gew.) es un libro ilustrado con descripciones botánicas que fue escrito por el botánico neerlandés Nicolaas Meerburgh. Fue publicado en Leiden en 5 parte en los años 1775-1780.

## Publicación
- Parte n.º 1: 1-8, tt. 1-10. 10 de noviembre de 1775;
- Parte n.º 2: 1-4, tt. 11-20. 14 de junio de 1776;
- Parte n.º 3: 1-4, tt. 21-30. 26 de mayo de 1777;
- Parte n.º 4: 1-4, tt. 31-40. 31 de diciembre de 1777;
- Parte n.º 5: 1-4, tt. 41-50. 25 de diciembre de 1780.